# Lance et compte (film)
Pour plus de détails, voir Fiche technique et Distribution.
 Lance et compte est un film québécois réalisé par Frédérik D'Amours en 2010. Il est situé chronologiquement entre la septième et huitième saison de la série télévisée Lance et compte.

## Synopsis
À la suite d'un grave accident d'autobus qui a décimé l'équipe après un match pré-saison à Roberval, le National de Québec doit se reconstruire. Recevant peu d'appui de la Ligue Nationale, l'entraîneur et directeur-gérant Marc Gagnon essaie de motiver ses joueurs en nommant le jeune prodige Guy Lambert capitaine. Mais les joueurs n'ont plus de motivation et l'équipe perd dix-neuf matchs d'affilée. Alors que tout semble perdu, le National doit se tourner vers son ancien héros Pierre Lambert afin de retrouver le chemin de la victoire. Suzie Lambert, elle, a pris sous son aile un groupe de travailleuses qui souhaite sauver l'usine où elles travaillent.

## Fiche technique
- Titre : Lance et compte
- Réalisation : Frédérik D'Amours
- Scénario : Réjean Tremblay
- Musique : Mario Sévigny
- Direction artistique : Amanda Ottaviano
- Décors : Louise Pilon
- Costumes : Lyse Bédard
- Coiffure : Anne-Marie Lanza
- Maquillage : Marlène Rouleau
- Photographie : Bernard Couture
- Son : Simon Poudrette, Robert Labrosse, Michel Gauvin
- Montage : Éric Genois
- Production : Caroline Héroux
- Société de production : Gaéa Productions
- Sociétés de distribution : Christal Films, Les Films Séville
- Budget : 5 600 000 $ CAN
- Pays d'origine :  Canada
- Langue : Français
- Format : couleur
- Genre : Drame, sport
- Durée : 120 minutes
- Dates de sortie :  Québec : 26 novembre 2010

## Distribution
- Marc Messier : Marc Gagnon
- Marina Orsini : Suzie Lambert
- Carl Marotte : Pierre Lambert
- Jason Roy Léveillée : Guy Lambert
- Denis Bouchard : Lucien « Lulu » Boivin
- Hélène Florent : Cathou St-Laurent
- Louis-Philippe Dandenault : Francis Gagnon
- Éric Hoziel : Mac Templeton
- Yvan Ponton : Jacques Mercier
- Louise Portal : Mireille Bellavance
- Michel Forget : Gilles Guilbeault
- Karim Toupin-Chaïeb : Matthias Ladouceur
- Laurence Dauphinais : Joannie
- Catherine Florent : Nathalie Renault
- Fayolle Jean Jr : Alex Beauchesne
- Philippe Bond : Lemire
- Valérie Chevalier : Nadia Filion
- Paul Doucet : le maire Roger Savard
- Julie McClemens : Michelle Béliveau
- Raymond Bouchard : Jérôme Labrie
- Robert Marien : Robert Martin
- Alain Crête : lui-même (journaliste)
- François Gagnon : lui-même (journaliste)
- Louis-Georges Girard : Guy Drouin
- Luc Proulx : Maurice Nadeau
- Marie Tifo : première ministre
- Peter Miller : Mike Ludano
- Maxim Gaudette : Michel Chantelois
- Dave Morissette : Philippe Lalumière
- Sébastien Delorme : Roma Gauthier
- Hugo Giroux : Steve Blackburn
- Emmanuel Auger : François Pétel